# Liste der Kulturdenkmäler in Heidelbach (Alsfeld)
Die folgende Liste enthält die in der Denkmaltopographie ausgewiesenen Kulturdenkmäler auf dem Gebiet des Ortsteils Heidelbach der  Stadt Alsfeld, Vogelsbergkreis, Hessen.
Hinweis: Die Reihenfolge der Denkmäler in dieser Liste orientiert sich an der Anschrift, alternativ ist sie auch nach der Bezeichnung, der vom Landesamt für Denkmalpflege vergebenen Nummer oder der Bauzeit sortierbar.
Kulturdenkmäler werden fortlaufend im Denkmalverzeichnis des Landes Hessen durch das Landesamt für Denkmalpflege Hessen auf Basis des Hessischen Denkmalschutzgesetzes (HDSchG) geführt. Die Schutzwürdigkeit eines Kulturdenkmals hängt nicht von der Eintragung in das Denkmalverzeichnis des Landes Hessen oder der Veröffentlichung in der Denkmaltopographie ab.

| Bild                            | Bezeichnung                      | Lage                                             | Beschreibung | Bauzeit                | Objekt-Nr. |
| ------------------------------- | -------------------------------- | ------------------------------------------------ | --- | ---------------------- | ---------- |
| Bild gesucht BW                 | Gesamtanlage Heidelbach          | Gesamtanlage Lage                                | Die Gesamtanlage, die den ursprünglichen Ortskern erfasst, rekrutiert sich aus einer Bebauung, die vom frühen 18. bis zum frühen 20. Jahrhunderts reicht. Den Auftakt setzen im Osten zwei Wohn-Wirtschaftsgebäude aus der ersten Hälfte des 19. Jahrhunderts, die im kurvigen Verlauf der Straße eine ortsbildprägende Torfunktion ausüben. |                        | 12500 DDB  |
| Wohngebäude                     | Wohngebäude                      | Am Heidelberg 1 LageFlur: 1, Flurstück: 9        | Unterhalb der Kirche, den Beginn des Aufstieges zum Heidelberg anzeigendes Wohngebäude, dessen Grundriss dem kurvigen Verlauf der Straße folgt. Über dem massiven Untergeschoss erhebt sich ein konstruktives Fachwerkgefüge aus dünnen Hölzern.                                                                                             | Mitte 18. Jahrhundert  | 12501 DDB  |
| Wohn-Wirtschaftsgebäude         | Wohn-Wirtschaftsgebäude          | Am Heidelberg 3 LageFlur: 1, Flurstück: 8        | Schmal bemessenes Wohn-Wirtschaftsgebäude in unmittelbarer Nachbarschaft zur Kirche. Über einer ausgeprägten Sockelzone erhebt sich in der rechten Gebäudehälfte das Wohnhaus in einer Ständerkonstruktion, dessen besonderes Merkmal die querliegenden Gefache sind.                                                                        | Ende 17. Jahrhundert   | 12502 DDB  |
| Pfarrhaus                       | Pfarrhaus und Mauer              | Am Heidelberg 5 LageFlur: 1, Flurstück: 2/1      | Oberhalb der Kirche befindet sich das Pfarrhaus, das laut Inschrift 1709 erbaut wurde. Das giebelständig in den Straßenraum hineinragende Gebäude verfügt über keine ausgeprägten Fachwerkfiguren, sondern zeigt ein regelmäßiges Raster aus Stielen und Riegeln an der Traufseite.                                                          | 1709                   | 12503 DDB  |
| Backhaus                        | Backhaus                         | Am neuen Weg 1 LageFlur: 1, Flurstück: 12        | Städtebaulich markant gelegenes Backhaus aus der Mitte des 19. Jahrhunderts an einem innerörtlichen Kreuzungspunkt zweier Straßen. Es zeigt die typisch schlichten Formen seiner Baugattung: einfaches Mauerwerk aus Bruchstein über schmal-rechteckigem Grundriss mit abschließendem Satteldach.                                            | Mitte 19. Jahrhundert  | 13327 DDB  |
| Fachwerkwohnhaus                | Fachwerkwohnhaus                 | Am neuen Weg 5 LageFlur: 1, Flurstück: 26/3      | Giebelständig in den Straßenraum hineinragendes, kleinformatiges Fachwerkwohnhaus aus dem Jahr 1765 mit zeittypischer Abzimmerung: an den Eck- und Bundständern in beiden Geschossen einfach verriegelte Mannfiguren mit einem Stiel zwischen Brustriegel und Rähm.                                                                          | 1765                   | 13328 DDB  |
| Hofanlage                       | Hofanlage                        | Am neuen Weg 7 LageFlur: 1, Flurstück: 26/3      | Im Jahr 1809 datiertes Fachwerkwohnhaus einer dreiseitigen Hofanlage in einem zeittypisch-konstruktiven Gerüstraster der Bauzeit: an den Eck- und Bundständern in beiden Geschossen doppelt verriegelte 3/4-Streben, die durch einen Stiel zusätzlich gesichert werden.                                                                      | 1809                   | 13329 DDB  |
| Bild gesucht BW                 | Fachwerkwohnhaus                 | Am neuen Weg 8 LageFlur: 1, Flurstück: 25        | Zweigeschossiges, giebelständig zur Straße orientiertes Fachwerkwohnhaus mit einer Datierung um 1700. An den Eckständern kräftig artikulierte Mannfiguren mit einfachem Riegel und weit ausgreifenden Streben. | um 1700                | 13330 DDB  |
| Bild gesucht BW                 | Fachwerkwohnhaus einer Hofanlage | Am neuen Weg 10 LageFlur: 1, Flurstück: 24/1     | | um 1750                | 109576 DDB |
| Hofanlage                       | Hofanlage                        | Am neuen Weg 12 LageFlur: 1, Flurstück: 99       | Dreiseitige Hofanlage mit einem giebelständig zu Straße ausgerichteten Wohnhaus, dessen baulicher Kern aus dem frühen 18. Jahrhunderts stammt. Charakteristisch für diese Bauzeit sind die einfach verriegelten Stockwerkstreben. Die Wirtschaftsgebäude sind jüngeren Datums.                                                               | Beginn 18. Jahrhundert | 12509 DDB  |
| Scheune                         | Scheune                          | Am neuen Weg 14 LageFlur: 1, Flurstück: 100/2    | Die mächtige Scheune, die sich am Rand der historischen Ortslage erhebt, ist der bauliche Rest einer bedeutenden Hofanlage. Der vordere, straßenseitige Abschnitt wurde um 1800 erbaut, der hintere Bauteil ist wesentlich jünger. | um 1800                | 12639 DDB  |
| Bild gesucht BW                 | Streckhof                        | Greifenhain 2 LageFlur: 5, Flurstück: 55/1       | | 1807                   | 227222 DDB |
| Streckhof                       | Streckhof                        | Holzburger Straße 2 LageFlur: 1, Flurstück: 15/1 | Großdimensionierter, traufständig erschlossener Streckhof. Rechtsseitig ist der Wohnbereich untergebracht, dessen Stockwerkstreben mit einfachem Riegel auf eine Bauzeit um 1820 verweisen. | um 1820                | 12640 DDB  |
| Hofanlage                       | Hofanlage                        | Holzburger Straße 3 LageFlur: 1, Flurstück: 87/1 | Auf einer Ecksituation erhebt sich eine malerische Hofanlage mit einem Fachwerkwohnhaus, dessen regelmäßig abgearbeitetes Gerüstraster aus dem zweiten Drittel des 19. Jahrhunderts entstammt. Die Wirtschaftsgebäude stammen ebenfalls aus dieser Zeit.                                                                                     | Ende 19. Jahrhundert   | 12641 DDB  |
| Wohnhaus                        | Wohnhaus                         | Holzburger Straße 5 LageFlur: 1, Flurstück: 84   | Städtebaulich wirksames Wohnhaus aus dem Ende des 19. Jahrhunderts in konstruktivem Fachwerkgefüge aus doppelt verriegelten Stockwerkstreben und Backsteinausfachung. Ein Geschossüberstand ist nicht ausgebildet. | Ende 19. Jahrhundert   | 12642 DDB  |
| Mächtige Hofanlage (Heidelbach) | Hofanlage                        | Holzburger Straße 7 LageFlur: 1, Flurstück: 75   | Mächtige Hofanlage, um 1890 am Rand der historischen Ortslage erbaut. Über einer ausgeprägten Sockelzone erhebt sich das Fachwerkgefüge des Wohnhauses in einem konstruktiven Gerüstraster aus doppelt verriegelten Stockwerksstreben. | um 1890                | 12985 DDB  |
| weitere Bilder                  | Evangelische Kirche              | Holzburger Straße 8 LageFlur: 1, Flurstück: 7    | Die evangelische Kirche des Ortes erhebt sich als bescheidener Putzbau mit abgewalmtem Dach, einem dreiseitig gebrochenen Chor und einem Turm über der Eingangsseite, dessen Inschrift eine Bauzeit des Jahres 1786 nennt. | 1786                   | 12504 DDB  |
| Hofanlage                       | Hofanlage                        | Im Wiesengrund 8 LageFlur: 1, Flurstück: 146/1   | Hakenförmig erschlossene Hofanlage aus dem ersten Drittel des 20. Jahrhunderts mit historisierendem Fachwerk im Wohnhaus: dort kleinteiliges Strebewerk mit einer Sammlung von Andreaskreuzen unterhalb der Fenster. Das große Wirtschaftsgebäude stammt aus der Bauzeit.                                                                    | Beginn 20. Jahrhundert | 12515 DDB  |